# Configuración de Dispositivos Conectados
La Configuración de Dispositivos Conectados (CDC), o Connected Device Configuration, es una especificación realizada por Sun Microsystems dentro del conjunto de tecnologías para computación móvil conocido como J2ME (Java 2 Mobile Edition o Java Micro Edition).
Define las capacidades básicas que debe tener un dispositivo móvil con capacidad de conexión y cuya potencia de computación se encuentra entre la de un teléfono o PDA y la de una computadora de mesa, es decir, va dirigido fundamentalmente a dispositivos con cierta capacidad como un sistema de navegación GPS para automóvil, un DVR (grabador de video digital), PVR (grabador de video personal) o un aparato para navegar por Internet.
CDC surge para cubrir el hueco que deja Personal Java e integrarse dentro de J2ME, que hasta entonces comprendía como especificaciones principales CLDC y MIDP.